# Max neo

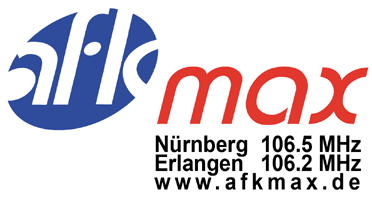
Ehemaliges Logo

max neo (bis 2019 afk max) ist ein Angebot der Mediaschool Bayern und ein Hörfunksender zur Aus- und Fortbildung in Nürnberg. Der Sender ermöglicht es dem Mediennachwuchs, selbst ein Radioprogramm zu gestalten. 2018 wurde beschlossen, ihn künftig unter dem Label Mediaschool Bayern anzusiedeln.
max neo sendet auf der Frequenz 106,5 MHz (Nürnberg) ein größtenteils live produziertes 24-Stunden-Radioprogramm. Neben Musik wird ein Spektrum an Magazinen und Spartensendungen sowie redaktionelle Wortbeiträge geboten. Daneben haben medienpädagogische Jugendmagazine ihren festen Sendeplatz. Weitere Programmelemente sind Sendungen aktiver Vereinsmitglieder, ehrenamtlicher und freier Mitarbeiter.

## Gründung und Geschichte
Die Idee, eigene Aus- und Fortbildungskanäle zu gründen und damit der Nachfrage angehender Journalisten und Rundfunktechniker nach professioneller Medienarbeit gerecht zu werden, wurde 1996 erstmals in Deutschland in die Tat umgesetzt. Auf Initiative der Bayerischen Landeszentrale für neue Medien (BLM), die mit Gründung der gemeinnützigen afk – Aus- und Fortbildungs GmbH für elektronische Medien (afk GmbH) im April 1995 die Voraussetzung für die Inbetriebnahme der drei Programme afk M94.5 (Radio München), afk max (Radio Nürnberg) und afk tv (Fernsehen München) geschaffen hat, versteht sich das afk-Projekt als „innovative Ausbildungsplattform für kompetenten Mediennachwuchs“. Für diese Arbeit stellt die Mediaschool Bayern gGmbH (ehemals afk GmbH) die notwendige Technik und Fördermittel bereit, organisiert und unterstützt die personelle, finanzielle und administrative Infrastruktur, betreut und begleitet die Arbeit auf konzeptioneller und programmlicher Ebene und plant und koordiniert Marketing- und PR-Aktivitäten. Die Mediaschool Bayern gGmbH ist Mitglied im MedienCampus Bayern, dem Dachverband für die Medienaus- und -weiterbildung in Bayern.
1996 nahm afk max im Kabelnetz mit einem auf Videoband aufgenommenen Programm seinen Betrieb auf. Gesendet wurde wöchentlich ein achtstündiges Programm, das in einer Endlosschleife wiederholt wurde. Mit der ersten terrestrischen Frequenz in Nürnberg kamen neue Vereine als Mitglieder hinzu, die den Sender als 24-Stundenprogramm ausbauten. Die Erlanger UKW-Frequenz folgte später, musste aber Ende 2017 an egoFM abgegeben werden.
22 Jahre nach Gründung der Aus- und Fortbildungskanäle (AFK) wurden Konzept und Inhalte konsequent auf die digitalen Medien ausgerichtet:
- Die AFK Aus- und Fortbildungs GmbH für elektronische Medien wurde im Sommer 2018 umfirmiert zur: Mediaschool Bayern gGmbH.[4]
- Der afk max Anbieterverein wurde 2019 umfirmiert zur: Mediaschool Bayern Anbieterverein Nürnberg e.V.

Der Radiosender afk max trägt seitdem den Namen max neo und ist ein Angebot der Mediaschool Bayern.

## Lehrredaktion
Das Programm von max neo wird von einer Lehrredaktion gestaltet, die dem Betrieb eines lokalen Radiosenders entspricht. Die Arbeit in der Lehrredaktion umfasst neben dem Erlernen aller journalistischen Darstellungsformen des Mediums Hörfunk auch Studiotechnik, Produktion, Sprechtraining sowie Einblicke in die Musikredaktion. Daneben werden Workshops angeboten, in denen die Grundlagen der Moderation sowohl praktisch als auch theoretisch vermittelt werden. Zielgruppe sind alle an Radio- und Medienarbeit interessierten jungen Menschen, sowohl als Hörer als auch als Mitarbeiter bzw. Praktikanten bzw. Aktive der zugehörigen Vereine.

## Verein
Das Programm wird von dem gemeinnützigen afk max Hörfunkverein Nürnberg e.V. verantwortet. In ihm haben sich eine Reihe von Ausbildungseinrichtungen und Medienunternehmen aus dem nordbayerischen Raum zusammengeschlossen, um ihren Studenten, Schülern und Auszubildenden die Möglichkeit zur Mitarbeit bei max neo zu eröffnen. Ebenso verfügen medienpädagogische Initiativen und Jugendverbände über regelmäßige Sendeplätze.

## Empfang
Das Aus- und Fortbildungsradio max neo ist empfangbar über
- UKW/Antenne: 106,50 MHz (Nürnberg und Fürth)
- DAB/Antenne: Block 10C
- Vodafone Kabel Deutschland: 103,90 MHz
- Kabel NEFtv: 99,50 MHz
- Live-Stream über die Homepage des Senders